# スーパーJチャンネルくまもと
『スーパーJチャンネルくまもと』（スーパージェイチャンネルくまもと）とは、熊本朝日放送（KAB）にて1998年10月5日から2005年9月30日まで並びに2017年4月3日から2019年3月29日まで放送されていた平日夕方のローカルニュース番組である。通称『Jチャンくまもと』。

## 概要
本番組は1998年10月5日に『（ANN）スーパーJチャンネル』（テレビ朝日制作、以下『Jチャン』）と『スーパーJチャンネル九州・沖縄』（九州朝日放送制作、以下『Jチャン九州・沖縄』）と『KABニュースラウンド』（以下『ラウンド』）をオムニバス化した約2時間のローカルニュース番組として、『5時です!くまもとスーパーJチャンネル』の番組名で開始された。その後『スーパーJチャンネルくまもと』に改題されたが、『ラウンド』が『KABニューストレイン』に番組替えされるのに伴い2005年9月30日を以て一旦終了した。なお、2000年9月29日まで『Jチャン九州・沖縄』の前番組『ほっと540九州沖縄』が『Jチャン』内にて放送されていた。
2017年4月3日より『くまパワ』の18時台ニュースパート『くまパワNEWS』の後番組並びに『Jチャン』の熊本県ローカル枠として11年半ぶりに単独番組として復活した。
2018年4月2日から『シリタカ!』を18:15 - 18:25まで放送する。番組表では『スーパーJチャンネル九州・沖縄』と表示している。『シリタカ!』とはステーションブレイク無しで接続する。
2018年12月24日～12月28日は休止し、『シリタカ!』(制作局や一部のネット局は通常通り放送)のネットも休止して、『スーパーJチャンネル』をフルネットする。なお、『スーパーJチャンネル』の「635天気」と「新着ニュース今何が?」との間のCMを一部差し替え、18:40頃 - 18:42頃に90秒間KABニュースを放送する。
2019年3月29日（この日は6分短縮）で放送を終了した。

## 出演者
- ◯印が付いている者は熊本朝日放送アナウンサー。

### 2018年10月時点
メインキャスター
- 舩津真弓◯

アシスタントキャスター
- 柴田理美◯（月 - 金曜担当、かつては木・金曜担当）

※舩津または柴田は『くまパワ』ニュースコーナーを兼務。
気象キャスター
- 米田祐太

※『くまパワNEWS』から続投。『くまパワ』天気コーナーを兼務。
コメンテーター
- 西田慎介（朝日新聞熊本総局長/金曜）

※『くまパワ』の金曜のコメンテーターを兼務。

### 代理
- 土屋孝博◯（2019年2月18日 - 2月20日[2]）
- 田中杜旺◯（2019年2月21日 - 2月22日[2]）

### 過去の出演者
- 松田朋子◯（月 - 水曜担当）

※『くまパワNEWS』から続投。『くまパワ』ニュースコーナーを兼務。
2018年7月13日をもって降板。
- 林香織
- 藤崎太基
- 細谷英宣
- 森内恵美

## 放送時間

### 第1期（オムニバス番組時代）
（ANN）スーパーJチャンネル
- 1998年10月5日 - 2000年9月29日 月 - 金曜日 17:00 - 18:25（日本時間/75分）
  - 17:40 - 17:54は九州朝日放送から『ほっと540九州沖縄』を放送。
- 2000年10月2日 - 2005年7月1日 月 - 金曜日 16:55 - 18:15（日本時間/80分）
- 2005年7月4日 - 2005年9月30日 月 - 金曜日 16:54 - 18:15（日本時間/81分）

スーパーJチャンネル九州・沖縄
- 2000年10月2日 - 2005年9月30日 月 - 金曜日 18:18 - 18:28（日本時間/10分）

KABニュースラウンド
- 1998年10月5日 - 2000年9月29日 月 - 金曜日 18:28 - 18:50（日本時間/22分）
- 2000年10月2日 - 2005年9月30日 月 - 金曜日 18:28.30 - 18:55（日本時間/26.5分）

### 第2期（単独番組時代）
- 2017年4月3日 - 2018年4月頃 月 - 金曜日 18:25 - 18:54（日本時間/29分）
- 2018年4月頃 - 2019年3月終了時点 月 - 金曜日 18:25 - 19:00（日本時間/35分）
  - 2018年4月16日は、熊本地震（本震）の発生から2年を迎えることから、『熊本地震から2年「復興の道のり』として、同日の通常放送とは別枠で15:55 - 16:50[3]にも放送。
  - 2018年4月以降は18:54 - 19:00のミニ番組を休止し、6分拡大する場合があった。なお、改編期の金曜日は、19:54 - 20:00放送の「Do You のうぎょう? +プラスワン」を振替放送するため、拡大しないことが多かった（2018年4月以前と同じ6分短縮の18:25 - 18:54となる）。2018年10月以降は夜間のKABニュースの廃枠に伴い、ミニ番組が移動したため、正式に6分拡大となった。